# مرسيدس بنز سبرينتر
مرسيدس بنز سبرينتر هي عربة نقل تجارية صنعت من قبل الشركة المصنعة للسيارة الألمانية مرسيدس بنز في لتحل محل القديمة مرسيدس بنز تي أن. تم تطويره من خلال مشروع مشترك مع فولكس واجن، التي تسوق تحت اسم فولكس فاجن كرافتر.

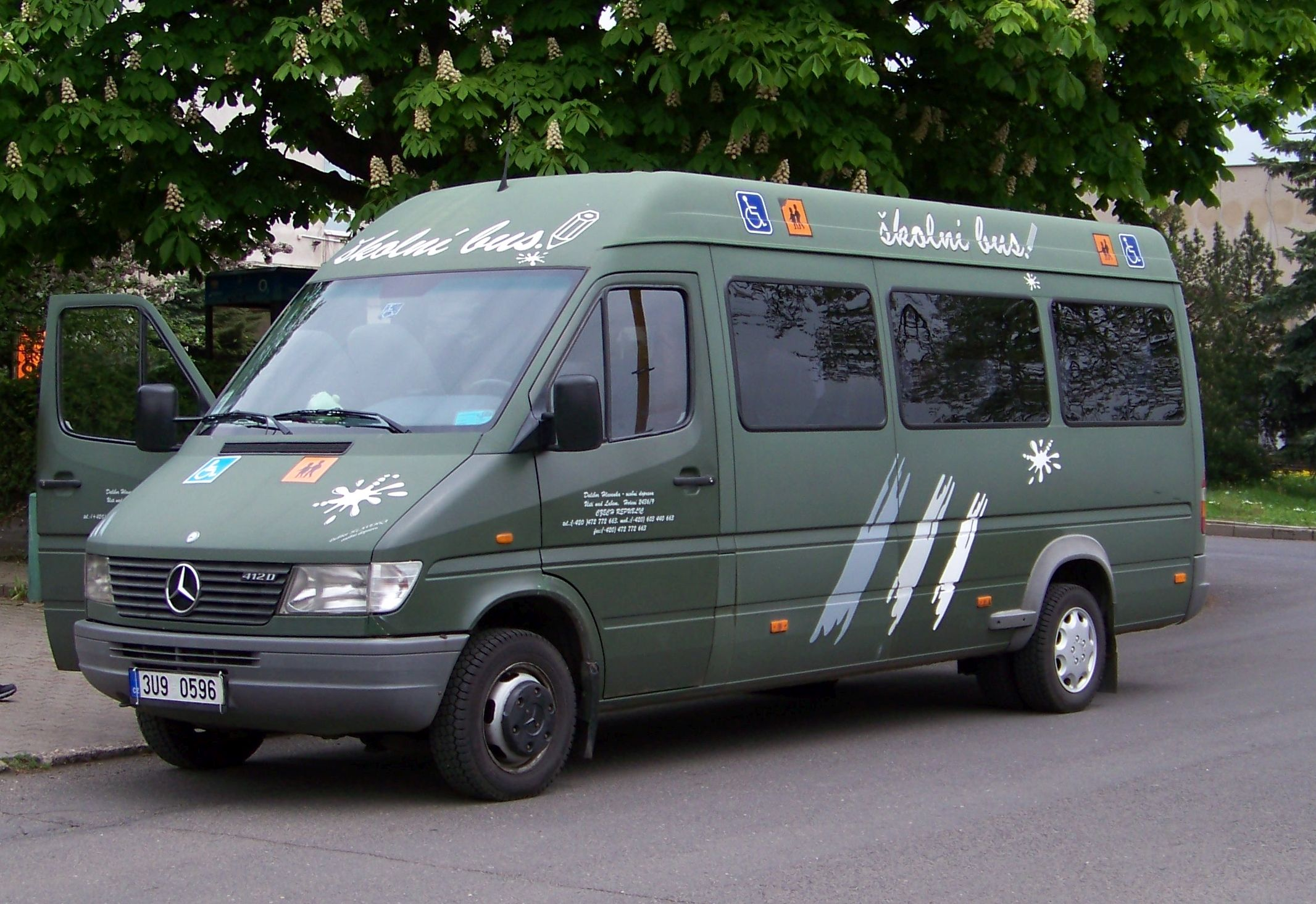
مرسيدس بنز سبرينتر